# NGC 1076
NGC 1076 je galaksija u zviježđu Kit.

## Vanjske poveznice
- SEDS: NGC 1076